# Foodwatch
Foodwatch je německá organizace zaměřující se na ochranu práv spotřebitelů a kvalitu jídla. Založena byla v říjnu 2002 v Berlíně bývalým výkonným ředitelem Greenpeace Thilo Bodem.
V roce 2008 referovali o koncentraci uranu ve vodě z vodovodu překračující povolené limity. Každý rok organizace vyhlašuje ceny za nejdrzejší reklamní lež (Goldener Windbeutel), kterou v roce 2009 obdržel nápoj Actimel.